# Gush Halav
Gush Halav (en hebreo: גִ'שׁ, גּוּשׁ חָלָב) es un concejo local israelí en la Alta Galilea, situado en la ladera noreste del monte Merón, a unos 13 kilómetros al norte de Safed, en el distrito Norte de Israel. En el 2015 tenía una población de 3.078, compuesta principalmente por cristianos de las iglesias maronita católica y melkita griega, con un 55% y 10% de la población respectivamente. La ciudad concentra a la mayor población maronita de Israel. La ciudad se ha convertido en el centro para el renacimiento de la lengua aramea, una iniciativa de los maronitas locales y financiado oficialmente por el Ministerio de Educación de Israel hasta el octavo grado en la escuela local.

## Historia
Hallazgos arqueológicos en Gush Halav incluyen dos sinagogas históricas, un mausoleo único y cuevas enterradas de la era clásica. Según el historiador romano Josefo (Guerra 4:93), Giscala fue la última ciudad en Galilea a caer en manos romanas durante la primera guerra judío-romana. Fuentes históricas que datan de los siglos X-XV describen Gush Halav como un pueblo con una fuerte presencia judía. A principios de la era otomana, Jish era totalmente musulmán. En el siglo XVII, el pueblo fue habitado por drusos. En 1945, bajo el dominio británico, Jish tenía una población de 1090 personas y abarcaba 12,602 dunams. Fue despoblada en gran parte durante la guerra árabe-israelí de 1948, pero fue repoblada por cristianos maronitas, que fueron expulsados de las aldeas arrasadas de Kafr Bir'im.

## Demografía
De acuerdo a los datos del censo de la Oficina Central de Estadísticas de Israel (CBS), en el año 2015 vivían en Gush Halav unas 3.078 personas con una tasa de crecimiento del 2.1%. El salario promedio mensual de los trabajadores del concejo para el año 2013 fue de 7.360 NIS (promedio nacional: NIS 8247).
La mayoría de los residentes de Gush Halav pertenecen a la comunidad maronita de Israel, una rama de la iglesia católica con origen en Líbano.